# Pseudopachybrachius basalis
Pseudopachybrachius basalis är en insektsart som först beskrevs av William Sweetland Dallas 1852.  Pseudopachybrachius basalis ingår i släktet Pseudopachybrachius och familjen Rhyparochromidae. Inga underarter finns listade i Catalogue of Life.